# Патерн сервісного рівня
Патерн сервісного рівня — архітектурний шаблон проєктування

## Переваги та недоліки

### Переваги
- сервіси приховують в собі  бізнес логіку чим забезпечують незалежність від системи
- групують логіку операцій в залежності від даних

### Недоліки
- додавання або зміна функціоналу вимагає редагування вже написаного коду

## Опис мовоюC#
Запишемо інтерфейс сервісу, та його реалізацію:
```
public
 
interface
 
IUserService

{

    
void
 
CreateNewUser
();

}

public
 
class
 
UserService
 
:
 
IUserService

{

    
public
 
void
 
CreateNewUser
()

    
{

        
// . . .

    
}

}

```

Код бізнес логіки можна використовувати незалежно від платформи
```
public
 
class
 
UserController
 
:
 
ControllerBase

{

    
IUserService
 
userService
;

    
public
 
UserController
(
IUserService
 
userService
)

    
{

        
this
.
userService
 
=
 
userService
;

    
}

    
public
 
IActionResult
 
CreateNewUser
()

    
{

        
// бізнес логіка

        
userService
.
CreateNewUser
();

        
// генерація вигляду, залежить від технологій

        
return
 
View
();

    
}
 

}

```